# Чалганский сельсовет
Чалга́нский сельсове́т — сельское поселение в Магдагачинском районе Амурской области.
Административный центр — посёлок Чалганы.

## История
12 мая 2005 года в соответствии с Законом Амурской области № 477-ОЗ муниципальное образование наделено статусом сельского поселения.

## Население
| 2002 | 2010 | 2011 | 2012 | 2013 | 2014 | 2015 |
| ---- | ---- | ---- | ---- | ---- | ---- | ---- |
| 506  | ↘435 | ↘433 | ↘432 | ↘428 | ↘420 | ↘411 |
| 2016 | 2017 | 2018 | 2021 |      |      |      |
| ↗412 | ↘405 | ↗406 | ↘292 |      |      |      |

## Состав сельского поселения
| № | Населённый пункт | Тип населённого пункта          | Население |
| - | ---------------- | ------------------------------- | --------- |
| 1 | Чалганы          | посёлок, административный центр | ↘292      |

### Упразднённые населённые пункты
- Горки — упразднённая в 2001 году железнодорожная станция (тип населённого пункта)[13].